# باربارا اونیل
باربارا اونیل (انگلیسی: Barbara O'Neil؛ ۱۷ ژوئیهٔ ۱۹۱۰ – ۳ سپتامبر ۱۹۸۰) هنرپیشه اهل ایالات متحده آمریکا بود.

## گزیده فیلمشناسی
از فیلم‌ها یا برنامه‌های تلویزیونی که وی در آن نقش داشته‌است می‌توان به آثار زیر اشاره کرد.
از فیلم‌هایی که وی در آن نقش داشته‌است، می‌توان به آثار زیر اشاره کرد.
- استلا دالاس (فیلم ۱۹۳۷) (۱۹۳۷)
- برج لندن (فیلم ۱۹۳۹) (۱۹۳۹)
- بربادرفته (فیلم ۱۹۳۹) (۱۹۳۹)
- همه اینها به اضافه بهشت (۱۹۴۰) نامزد جایزه اسکار بهترین بازیگر نقش مکمل زن
- به یاد می‌آورم مادر (۱۹۴۰)
- گرداب (فیلم ۱۹۴۹) (۱۹۴۹)
- داستان راهبه (فیلم) (۱۹۵۹)

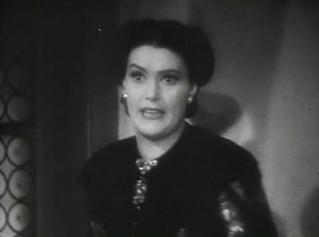
در تریلر همه اینها به اضافه بهشت (۱۹۴۰)